# Luis Jaime Cortez
Luis Jaime Cortez Méndez (Michoacán, 18 de enero de 1962) es un compositor, pianista, historiador e investigador musical mexicano.

## Reseña biográfica
Realizó sus estudios musicales con Bonifacio Rojas y Gerhart Muench en el Conservatorio de Las Rosas de Morelia, Michoacán. Más tarde estudió en el Taller de composición del Centro Nacional de Investigación, Documentación e Información Musical «Carlos Chávez» (CENIDIM) con Manuel Enríquez y Federico Ibarra, y con Mario Lavista en el Conservatorio Nacional de Música del INBA. Ha compuesto diversas obras instrumentales, vocales, de cámara y orquestales, y es autor de las óperas La tentación de San Antonio y Luna. Obtuvo la licenciatura en historia en la Facultad de Filosofía y Letras de la UNAM, y estudió la maestría en filosofía en la Universidad Michoacana de San Nicolás de Hidalgo, en cuyo Instituto de Investigaciones Filosóficas "Luis Villoro", llevó a cabo sus estudios de doctorado en Filosofía. Es investigador del CENIDIM desde 1981 donde también tuvo los cargos de coordinador de Investigación y director (1988-1994).
Es autor de numerosos ensayos y artículos sobre música y literatura, y de tres libros: Tabiques rotos (Cenidim, 1985), Mario Lavista: textos en torno a su música (Cenidim, 1988 y 1990) y Favor de no disparar sobre el pianista (Conaculta, 2000). Desde 1999 es miembro del Sistema Nacional de Creadores y hasta 2017 fue profesor y rector del Conservatorio de Las Rosas.